# Bardfield Saling
Bardfield Saling är en by i The Salings, Braintree, Essex, England. Parish har 179 invånare (2001). År 2019 blev den en del av den då nybildade The Salings. Den har en kyrka.